# Ryugo Okamoto
Ryugo Okamoto (岡本 隆吾 Okamoto Ryugo?), född 5 december 1973 i Kanagawa prefektur, är en japansk före detta fotbollsspelare.
Okamoto började sin karriär 1996 i NTT Kanto (Omiya Ardija). Han spelade 254 ligamatcher för klubben. Han avslutade karriären 2003.